# Битва при храме Сянцзи
Битва при храме Сянцзи (кит. 香積寺之戰) — крупное сражение во время восстания Ань Лушаня, произошедшее 13 ноября 757 года. Китайские правительственные войска смогли нанести тяжелые потери повстанческой армии и вынудили её отступить, что позволило им освободить столицу танской империи Чанъань. Битва стала одной из самых кровопролитных однодневных битв в древней истории.

## Предыстория
После ряда поражений оставшиеся правительственные войска династии Тан сплотились вокруг только что взошедшего на трон императора Суцзуна. В октябре 757 года в Фэнсяне была собрана большая полевая армия, подкреплённая уйгурскими и арабскими вспомогательными войсками. Номинальным командующим был Ли Чу, наследник императора Суцзуна, фактическим — Го Цзыи. 29 октября правительственная армия двинулась в сторону столицы страны — Чанъаню. 

## Ход сражения
В полдень 150-тысячная танская армия заняла возвышенность холмов к северо-западу от храма Сянцзи, растянув свой строй на тридцать ли. Войска повстанцев, расположившись напротив города Чанъань лицом к югу, выстроили свои 100 000 солдат на десять ли, а их кавалерия стала на восточном фланге. 
В полдень мятежный генерал Ли Гуйжэнь повел более десяти тысяч кавалеристов в атаку против пехотного авангарда противника. Командиру авангарда Ли Сие с трудом удалось остановить удар повстанцев и сплотить свои силы. Затем он с двумя тысячами неоднократно атаковал вражескую кавалерию. 
Битва зашла в тупик, и тогда несколько тысяч всадников тяжёлой кавалерии повстанцев под командованием Ань Шоужуна попытались атаковать с фланга, намереваясь окружить правительственные войска. Эта атака была отбита Го Цзы, который с четырьмя тысячами уйгурских тяжелых кавалеристов, скрытых за восточным флангом основных сил и в тылу, атаковал с высоты и значительно расстроил ряды повстанцев.
До позднего вечера повстанцы удерживали свой строй, пока, понеся большие потери, не отступили в беспорядке. 

## Результаты
Правительственная армия потеряла 70 000 человек. Потери восставших также составили 80 000 человек — основная часть их сил, дислоцированных вокруг Чанъаня, была уничтожена. Ань Шоучжун собрал оставшихся и отступил обратно в Чанъань, затем оставил город и в течение ночи продолжил отступление на восток. На следующий день после сражения, 14 ноября, войска династии Тан во главе с Ли Чу и Го Цзыи вошли в разорённый Чанъань.